# Franciszek Pieczka
Franciszek Maksymilian Pieczka (18. ledna 1928 Godów – 23. září 2022) byl polský divadelní a filmový herec.

## Životopis
Vystudoval herectví ve Varšavě. Jako herec začínal v Jelení Hoře, v letech 1955–1964 v Teatru Ludowym v Nové Hutě. Byl hercem Teatru Powszechnego w Warszawie. V roce 1976 byl na Polském filmovém festivalu oceněn jako nejlepší herec za film Jizva. V roce 2015 byl Polskou filmovou akademií oceněn za celoživotní přínos filmu.
V českém prostředí je znám především jako Gustlik ze seriálu Čtyři z tanku a pes (Czterej pancerni i pies, 1966) a rolí otce hlavní hrdinky ve filmu Díky za každé nové ráno (1994).